# 東大淀
東大淀（ひがしおおよど）とは、宮崎県宮崎市内の地名。大淀地域自治区に属している。東大淀1丁目～2丁目が置かれている。住居表示実施地域。郵便番号は880-0901

## 地理
宮崎市の大淀地域自治区に属する。南宮崎駅およびその北方の地域である。住宅地や大規模商業施設が立ち並ぶ、宮崎市南部の中心地区をなす。
北を大淀川、西を大淀 (宮崎市)、東を城ケ崎 (宮崎市)、恒久、恒久南、南を大字恒久と接する。

## 歴史
- 1972年 - 材木町・恒久の一部をもって東大淀1丁目～2丁目が成立。

## 世帯数と人口
2023年（令和5年）6月1日現在の世帯数と人口は以下の通りである。
| 町丁        | 世帯数  | 人口  |
| ----------- | ------- | ----- |
| 東大淀1丁目 | 270世帯 | 469人 |
| 東大淀2丁目 | 144世帯 | 257人 |

## 小・中学校の学区
市立小・中学校に通う場合、学区は以下の通りとなる。
| 町名   | 小学校             | 中学校             |
| ------ | ------------------ | ------------------ |
| 東大淀 | 宮崎市立恒久小学校 | 宮崎市立赤江中学校 |

## 交通

### 鉄道
JR日豊本線に属する南宮崎駅があり、日南線が分岐する。

### バス
宮交グループの運営するバスが営業している。

### 道路
- 宮崎県道341号宮崎港宮崎停車場線
- 宮崎県道347号南宮崎停車場線
- 宮崎県道367号中村木崎線

## 施設
- 南宮崎駅
- 九州旅客鉄道宮崎支社 - 宮崎車両センター
- 自衛隊宮崎地方協力本部